# Fürstenstein

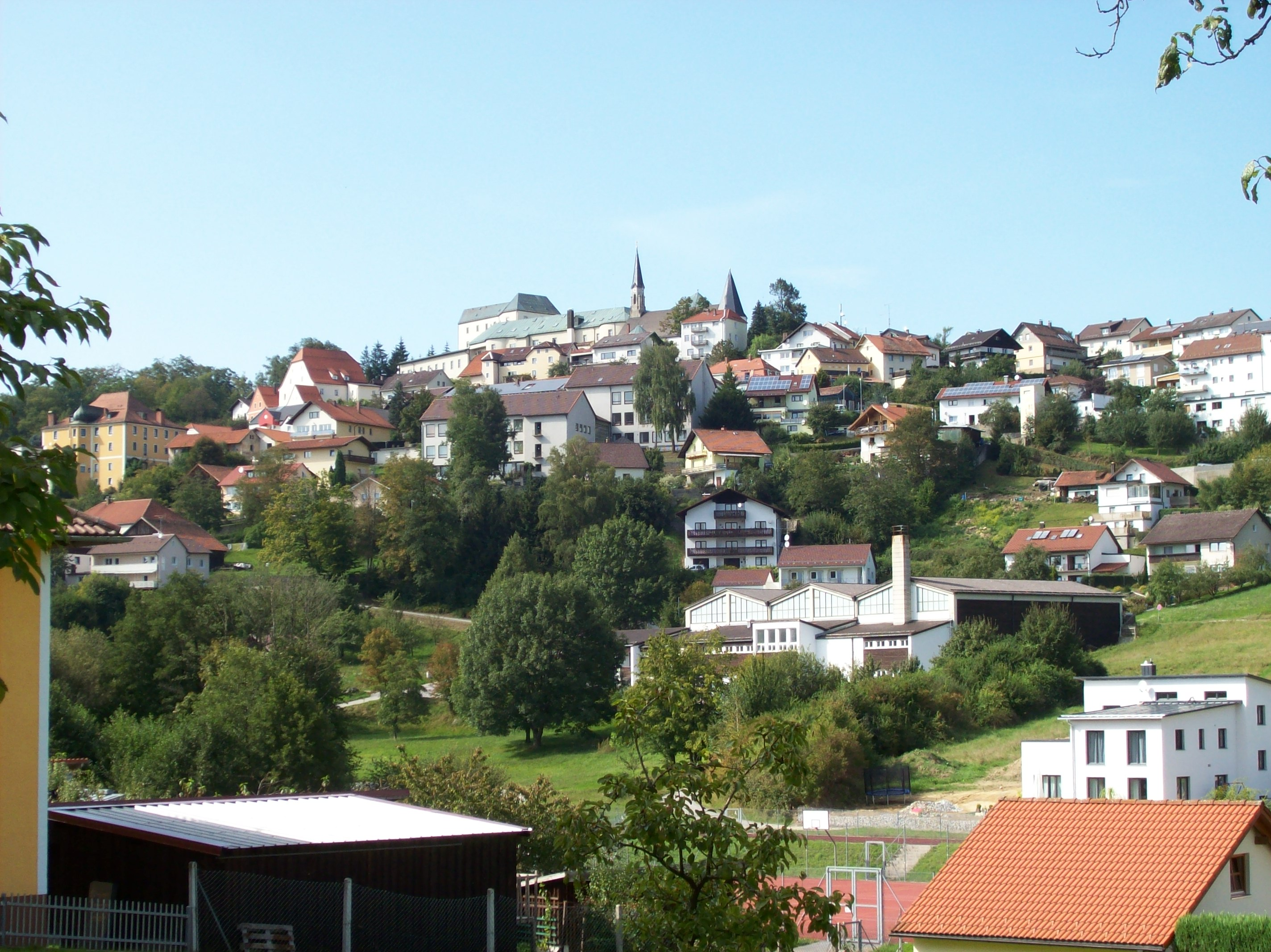
Ansicht von Fürstenstein

Fürstenstein ist eine Gemeinde und ein Dorf im niederbayerischen Landkreis Passau.

## Geografie

### Geografische Lage
Fürstenstein liegt in der Region Donau-Wald im nördlichen Landkreis Passau sowie im südlichen Bayerischen Wald, hier regional als Dreiburgenland bezeichnet. Fürstenstein befindet sich 20 Kilometer nordöstlich von Vilshofen an der Donau, zehn Kilometer von der Bundesautobahn 3 (Ausfahrt Aicha vorm Wald) sowie jeweils 22 Kilometer von Passau und Grafenau entfernt.

### Nachbargemeinden
- Eging am See
- Aicha vorm Wald
- Neukirchen vorm Wald
- Tittling
- Thurmansbang (Landkreis Freyung-Grafenau)

### Gemeindegliederung
Die Gemeinde hat 20 Gemeindeteile (in Klammern ist der Siedlungstyp angegeben):
- Einzenberg (Dorf)
- Einzendoblmühle (Einöde)
- Fälsching (Dorf)
- Fürstenstein (Pfarrdorf)
- Kapfham (Weiler)
- Kollnberg (Dorf)
- Kollnbergmühl (Einöde)
- Lehen (Weiler)
- Nammering (Pfarrdorf)
- Oberpolling (Kirchdorf)
- Oed (Weiler)
- Panholz (Dorf)
- Raming (Weiler)
- Reuth (Dorf)
- Reutherfurth (Weiler)
- Sanzenhof (Einöde)
- Steining (Weiler)
- Thurmannsdorf (Weiler)
- Unterpolling (Dorf)
- Wendlberg (Einöde)

Es gibt nur die Gemarkung Fürstenstein.

## Geschichte

### Bis zum 19. Jahrhundert
Fürstenstein gehörte den Grafen de la Perusa. Der Ort war Teil des Kurfürstentums Bayern und bildete eine geschlossene Hofmark, deren Sitz Schloss Fürstenstein war. 1818 entstand die politische Gemeinde.
Der Bau der Donaubrücke bei Vilshofen gab 1871/72 den Anstoß zur Erschließung des reichen Granitvorkommens bei Fürstenstein. In den folgenden Jahrzehnten entstanden zahlreiche Steinbrüche in der Umgebung sowie zehn Granitwerke, in denen verschiedenartige Pflastersteine hergestellt wurden.

### 20. Jahrhundert
Das Jahr 1913 brachte den Anschluss an die Bahnstrecke Deggendorf–Kalteneck, die in den 1920er Jahren der Fürstensteiner Granitindustrie zu einer neuen Blütezeit verhalf. Die Weltwirtschaftskrise wirkte sich anschließend in Fürstenstein besonders schwer aus mit Hunderten von Arbeitslosen.
Im April 1945 traf auf dem Bahnhof des Gemeindeteils Nammering ein Evakuierungszug aus Buchenwald mit 4480 Häftlingen aus dem KZ Buchenwald ein, die nicht mehr bis zu ihrem vorgesehenen Ziel im KZ Dachau gelangten. An Entkräftung und durch die brutale Behandlung der SS-Wachmannschaften starben 794 der Häftlinge, welche verscharrt oder auf verschiedene Friedhöfe verteilt wurden. Mehrere Gedenksteine und ein Mahnmal erinnern an dieses Geschehen.
Im Jahr 1958 nahm die Firma Ernst Roederstein, Spezialfabrik für Kondensatoren GmbH, mit zehn Personen die Produktion auf. In den Jahren 1960 und 1961 wurde das Werk in Oberpolling wesentlich erweitert. Zu Beginn der 1980er Jahre arbeiteten hier über 1100 Beschäftigte.

### Einwohnerentwicklung
Im Zeitraum 1988 bis 2018 sank die Einwohnerzahl von 3552 auf 3363 um 189 Einwohner bzw. um 5,3 %.
| Einwohnerzahl im Jahr | Einwohnerzahl im Jahr | Einwohnerzahl im Jahr | Einwohnerzahl im Jahr | Einwohnerzahl im Jahr | Einwohnerzahl im Jahr | Einwohnerzahl im Jahr | Einwohnerzahl im Jahr | Einwohnerzahl im Jahr | Einwohnerzahl im Jahr | Einwohnerzahl im Jahr | Einwohnerzahl im Jahr | Einwohnerzahl im Jahr | Einwohnerzahl im Jahr | Einwohnerzahl im Jahr | Einwohnerzahl im Jahr | Einwohnerzahl im Jahr | Einwohnerzahl im Jahr | Einwohnerzahl im Jahr | Einwohnerzahl im Jahr | Einwohnerzahl im Jahr | Einwohnerzahl im Jahr | Einwohnerzahl im Jahr | Einwohnerzahl im Jahr | Einwohnerzahl im Jahr |
| 1840                  | 1871                  | 1900                  | 1925                  | 1939                  | 1950                  | 1961                  | 1970                  | 1987                  | 1991                  | 1995                  | 2000                  | 2005                  | 2007                  | 2008                  | 2009                  | 2010                  | 2011                  | 2012                  | 2013                  | 2014                  | 2015                  | 2016                  | 2020                  |                       |
| --------------------- | --------------------- | --------------------- | --------------------- | --------------------- | --------------------- | --------------------- | --------------------- | --------------------- | --------------------- | --------------------- | --------------------- | --------------------- | --------------------- | --------------------- | --------------------- | --------------------- | --------------------- | --------------------- | --------------------- | --------------------- | --------------------- | --------------------- | --------------------- | --------------------- |
| 0908                  | 1246                  | 1658                  | 2339                  | 3066                  | 3931                  | 3446                  | 3669                  | 3550                  | 3654                  | 3598                  | 3489                  | 3495                  | 3473                  | 3452                  | 3408                  | 3392                  | 3332                  | 3292                  | 3279                  | 3289                  | 3399                  | 3372                  | 3497                  |                       |

## Politik

### Gemeinderat
Der Gemeinderat setzt sich seit der Kommunalwahl am 15. März 2020 wie folgt zusammen:
- CSU: 9 Sitze
- FWG: 5 Sitze
- SPD: 2 Sitze

Gegenüber der Amtszeit 2014 bis 2020 gewann die CSU von der FWG ein Mandat dazu.

### Bürgermeister
Erster Bürgermeister ist Stephan Gawlik (CSU). Dieser wurde im Jahr 2002 Nachfolger von Josef Wax (Neue Liste der Gemeinde), 2014 mit 61,33 Prozent der gültigen Stimmen im Amt zum zweiten Mal bestätigt und am 15. März 2020 mit 75,0 % der Stimmen ein drittes Mal wieder gewählt.

### Wappen
| | Blasonierung: „In Silber ein schwarzer Stufengiebel.“ |
| Wappenbegründung: Der Stufengiebel aus schwarzen Steinen ist die redende Schildfigur der 1599 ausgestorbenen Herren von Schwarzenstein, die als Orts- und Burgherren von Fürstenstein und Englburg in der Geschichte der Gemeinde von 1474 bis 1597 und als Inhaber hoher bayerischer und fürstbischöflich-passauischer Ämter eine wichtige Rolle spielten. Von den Schwarzensteinern ging der schwarze Stufengiebel im Wappen 1602 an deren Rechtsnachfolger und Teilerben, die Freiherren von Taufkirchen, über. Dieses Wappen wird seit 1953 geführt. |                                                       |

### Partnerschaften
- Fürstenwalde (Sachsen, Osterzgebirge)

## Kultur und Sehenswürdigkeiten

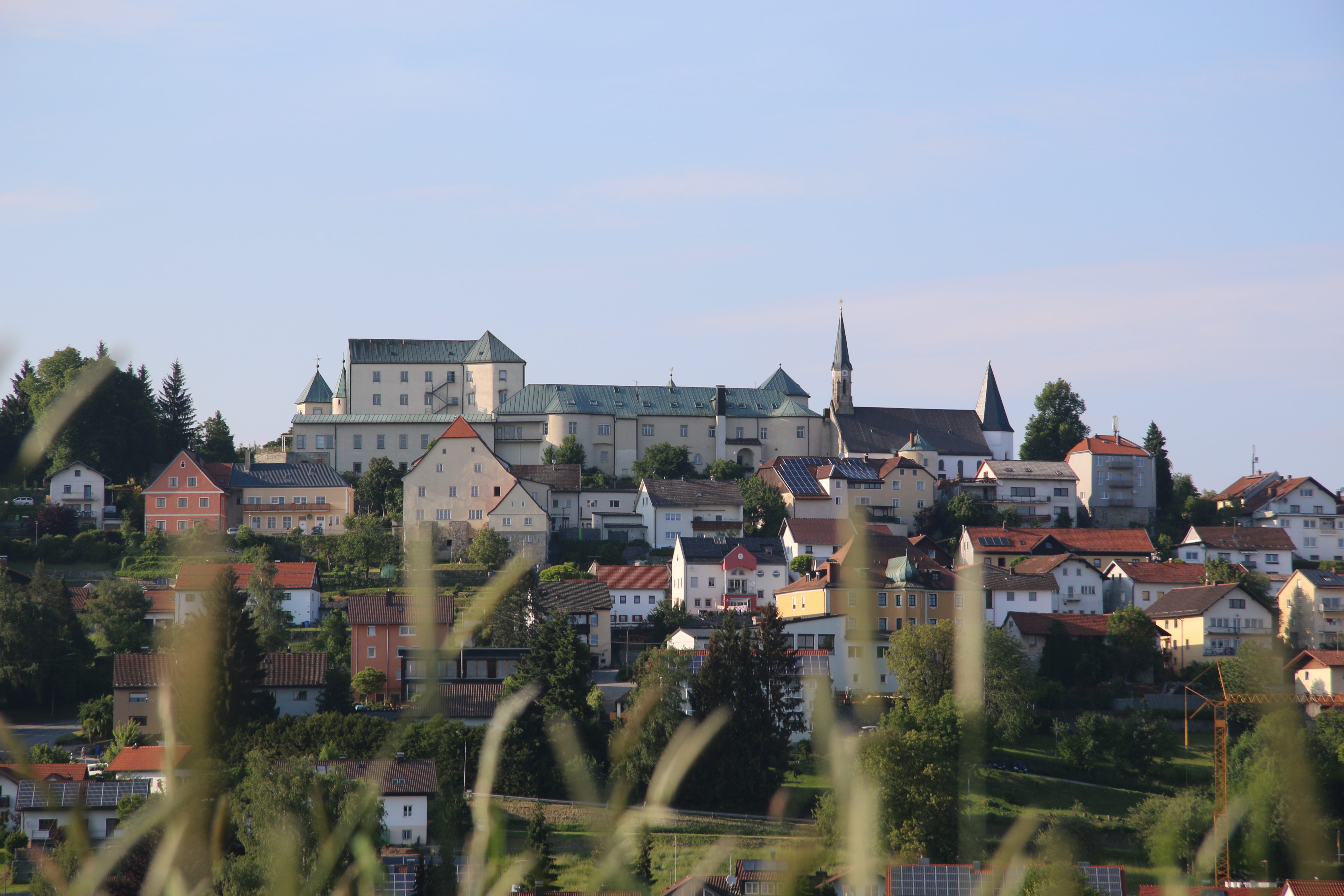
Blick zum Schloss und zur Pfarrkirche von Fürstenstein

### Schloss Fürstenstein
Das Schloss Fürstenstein ist das Wahrzeichen der Gemeinde und ist neben der Saldenburg und der Englburg eines der drei namengebenden Bauwerke des Dreiburgenlandes im Bayerischen Wald. Die Burg wurde durch den namensgebenden Fürsten Herzog Albrecht I. von Bayern innerhalb des Zeitraums zwischen 1347 und 1365 erbaut. Erstmals urkundlich erwähnt wurde Fürstenstein 1365. In dieser Urkunde wird es bezeichnet als "Stein den der Hochgeporn Fürst Herzog Albrecht hat gepauet". Im Jahre 1848 wurde das Schloss durch einen Brand zerstört und verfiel. Im Jahr 1860 erwarb der Passauer Bischof Heinrich von Hofstätter die Ruine. Er ließ Schloss Fürstenstein wiederaufbauen und übergab es 1861 den Englischen Fräulein. Diese richteten ein Erziehungsheim für verwahrloste Knaben ein. Seit Mai 2007 befindet sich das Schloss in Privatbesitz.

### Mahnmal KZ-Transport 1945
Das Mahnmal KZ-Transport 1945 steht im Gemeindeteil Nammering. 1984 errichtete man es zum Gedenken an die Opfer verschiedener Nationalitäten des Evakuierungszuges aus Buchenwald. Aus dem KZ Buchenwald kommend erreichte am 20. April 1945 ein Zug nach mehrwöchiger Fahrt und unter Inkaufnahme Hunderter von Todesopfern auf dem Weg in das Konzentrationslager Dachau den Ort Nammering. Hier in Nammering wurden zum einen die bereits während des Transportes verstorbenen Häftlinge beigesetzt, zum anderen aber auch Überlebende in einem Steinbruch in der Nähe des damaligen Bahngeländes erschossen. Das Mahnmal KZ-Transport 1945 wurde ungefähr 300 Meter östlich der Staatsstraße 2127 an der Stelle errichtet, an der der Transport 1945 für mehrere Tage zu stehen kam. Eine Gedenktafel auf dem ehemaligen Nammeringer Bahngelände erinnert an die Geschehnisse und Verbrechen dieser Tage. 1984 errichtete man es zum Gedenken an die Opfer verschiedener Nationalitäten des Evakuierungszuges aus Buchenwald. Im Rahmen einer Gedenkfeier am 19. April 2015 zum 70. Jahrestag des Transportes wurde zudem durch die IG Metall ein weiterer Gedenkstein für die ermordeten Gewerkschaftsmitglieder des Zuges aufgestellt. Seit diesem Zeitpunkt präsentiert der Arbeitskreis KZ-Transport 1945 eine Dauer-Ausstellung mit den Geschehnissen aus 1945 entlang des Donau-Ilz-Radwegs.

## Freizeit

### Naturidyll Kollnbergmühle

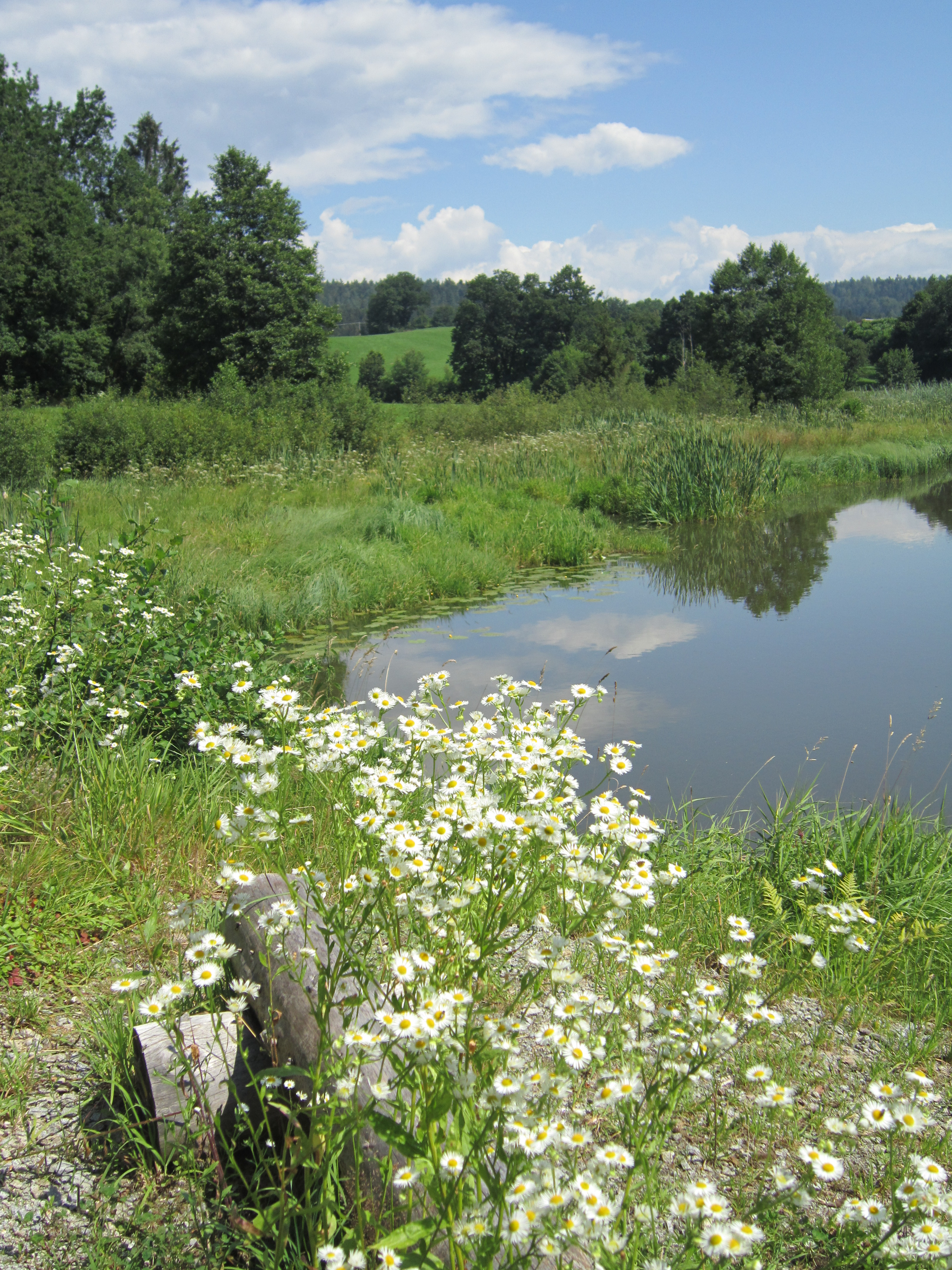
Weiher der Kollnbergmühle

Das malerische und denkmalgeschützte Naturidyll Kollnbergmühle mit dem ältesten Mühlweiher des Bayerischen Waldes und einem noch funktionstüchtigen Wasserrad ist beliebtes Naherholungsziel der Region. Ein Wassertretbecken mit Rastplatz laden zum Verweilen ein. Im Winter ist die Kollnbergmühle Einstiegspunkt für eine herrliche Langlaufloipe.

### Felsmassiv Am Hohen Stein
Die Gesteinsformen des einzigartigen und bizarren Felsmassivs Am Hohen Stein unweit des Schlosses erinnern an den Bug eines Schiffes aus der Urzeit. Im Volksmund wird das beeindruckende Felsendenkmal deshalb auch als Arche Noah bezeichnet. Herrliche Ausblicke bieten sich hier nach Süden ins weite Donautal und bei guter Sicht bis hinüber zu den Alpen. Im Norden eröffnet sich der Blick über die Wogen des Bayerischen Waldes und die weiteren Burgen des Dreiburgenlandes.

### Donau-Ilz-Radweg
Der Donau-Ilz-Radweg hat eine Länge von 50 km. Er führt von der Donau in Niederalteich auf einer ehemaligen Bahntrasse (stillgelegter Teil der Bahnstrecke Deggendorf–Kalteneck) durch den Sonnenwald und das Dreiburgenland über die Gemeinde Fürstenstein ins Ilztal. Ab hier geht es auf ruhigen Nebenstraßen mit hügeligen Passagen zum Anschluss an den Adalbert-Stifter-Radweg in Bruckmühle, der eine Verbindung zum Dreiländereck Bayern-Österreich-Tschechien herstellt. Bei der Umwandlung von stillgelegten Bahntrassen in Radwege werden Schienen und Schotter entfernt, und da der Untergrund durch die vorherige Nutzung als Bahnstrecke stark verdichtet ist, eignen sie sich hervorragend als Grundlage für Radwege.

### Pilgerweg Via Nova
Die Via Nova ist ein im Juli 2004 neu geschaffener europäischer Pilgerweg, der alten Wallfahrtsrouten folgt und verbindet mit drei Hauptsträngen und einigen Nebenwegen Bogen in Bayern, Příbram in Tschechien und St. Wolfgang im Salzkammergut (Österreich), ein seit dem Mittelalter europaweit bedeutendes Wallfahrtszentrum. Dieser junge, zeitgemäß ausgeformte Pilgerweg, führt auf 280 Kilometern quer durch Niederbayern und Oberösterreich. Die Wegstrecke läuft dabei auch durch das Gemeindegebiet der Gemeinde Fürstenstein.

## Wirtschaft und Infrastruktur

### Wirtschaft einschließlich Land- und Forstwirtschaft
Es gab im Jahr 2020 nach der amtlichen Statistik im produzierenden Gewerbe 146 und im Bereich Handel und Verkehr 253 sozialversicherungspflichtig Beschäftigte am Arbeitsort. Sozialversicherungspflichtig Beschäftigte am Wohnort gab es insgesamt 1388. Im verarbeitenden Gewerbe gab es zwei Betriebe, im Bauhauptgewerbe neun Betriebe. Zudem bestanden im Jahr 2016 26 landwirtschaftliche Betriebe mit einer landwirtschaftlich genutzten Fläche von 728 ha, davon waren 265 ha Ackerfläche und 463 ha Dauergrünfläche.

### Bildung
Es gibt folgende Einrichtungen (Stand 2021):
- 3 Kindertageseinrichtungen: 157 genehmigte Plätze, 138 betreute Kinder
- 1 Grundschule: 7 Lehrer, 123 Schüler

## Persönlichkeiten
- Bischof Hartmann von Brixen (1090/1091–1164), geboren im Ortsteil Oberpolling